# Equilibrio secolare
In chimica nucleare, l'equilibrio secolare è una situazione nella quale la quantità di un isotopo radioattivo rimane costante perché il suo tasso di produzione (dovuto, ad esempio, al decadimento di un isotopo padre) è uguale al suo tasso di decadimento.

## Equilibrio secolare nel decadimento radioattivo
L'equilibrio secolare può avvenire in una catena di decadimento radioattivo soltanto se l'emivita del radionuclide figlio {\displaystyle B} è molto più breve del radionuclide padre {\displaystyle A}. In tale situazione, il tasso di decadimento di {\displaystyle A}, e quindi il tasso di produzione di {\displaystyle B}, è approssimativamente costante, perché l'emivita di {\displaystyle A} è molto lunga paragonata alle scale temporali considerate. La quantità del radionuclide {\displaystyle B} si accumula fino a quando il numero di atomi di {\displaystyle B} che decade per unità di tempo diventa uguale al numero di atomi che viene prodotto per unità di tempo; la quantità del radionuclide {\displaystyle B} raggiunge, quindi, un valore costante, di equilibrio. Assumendo che la concentrazione iniziale del radionuclide {\displaystyle B} sia zero, per raggiungere l'equilibrio completo di solito si impiegano diverse emivite del radionuclide {\displaystyle B}.
La quantità del radionuclide {\displaystyle B}, quando si raggiunge l'equilibrio secolare, è determinata dalla quantità del suo genitore {\displaystyle A} e dalle emivite dei due radionuclidi. Questo si può vedere dal tasso temporale di variazione del numero di atomi del radionuclide {\displaystyle B}:
{\displaystyle {\frac {dN_{B}}{dt}}=\lambda _{A}N_{A}-\lambda _{B}N_{B}},
dove {\displaystyle \lambda _{A}} e {\displaystyle \lambda _{B}} sono le costanti di decadimento dei radionuclidi {\displaystyle A} e {\displaystyle B}, legati alle loro emivite {\displaystyle {t_{1/2}}} da {\displaystyle \lambda ={\frac {ln(2)}{t_{1/2}}}}, mentre {\displaystyle N_{A}} ed {\displaystyle N_{B}} sono il numero degli atomi di {\displaystyle A} e {\displaystyle B} a un dato istante.
L'equilibrio secolare avviene quando {\displaystyle {\frac {dN_{B}}{dt}}=0}, ovvero quando:
{\displaystyle N_{B}={\frac {\lambda _{A}}{\lambda _{B}}}N_{A}}.
Su tempi abbastanza lunghi, almeno paragonabili all'emivita del radionuclide {\displaystyle A}, l'equilibrio secolare è soltanto approssimativo; {\displaystyle N_{A}} decade fino ad esaurirsi secondo:
{\displaystyle N_{A}(t)=N_{A}(0)e^{-\lambda _{A}t}},
e la quantità di "equilibrio" del radionuclide {\displaystyle B} si riduce a sua volta.
Per periodi brevi paragonati all'emivita di {\displaystyle A} risulta {\displaystyle \lambda _{A}t\ll 1}. Conseguentemente l'esponenziale può essere approssimato a {\displaystyle 1} e si ottiene {\displaystyle N_{A}(t)\approx N_{A}(0)}, ovvero la quantità di radionuclidi {\displaystyle A} rimane circa costante e pari al valore iniziale. Il che porta a un valore costante di radionuclidi {\displaystyle B} dato dalla formula precedente.